# دوغلاس أ. بلاكمون
دوغلاس أ. بلاكمون (بالإنجليزية: Douglas A. Blackmon)‏ هو صحفي أمريكي، ولد في 6 سبتمبر 1964 في أركنساس في الولايات المتحدة.

## وصلات خارجية
- دوغلاس أ. بلاكمون على موقع إن إن دي بي (الإنجليزية)